# Alois Bröder
Alois Bröder (* 20. Januar 1961 in Darmstadt) ist ein deutscher Komponist.

## Leben
Bröder nahm Unterricht in Gitarre, Komposition und Elektronischer Komposition. Seine Werkliste umfasst Arbeiten für verschiedenste instrumentale und vokale Besetzungen, wobei Kompositionen für Orchester und Kammermusik für Gitarre sich als Schwerpunkte seiner Tätigkeit herausbildeten.

## Werke (Auswahl)

### Oper
- The Wives of the Dead (Die Frauen der Toten, 2008/10), Oper in zwei Versionen nach der gleichnamigen Erzählung von Nathaniel Hawthorne (1804–1864), Textbuch: Alois Bröder, Uraufführung im Theater Erfurt (2. Februar 2013), Regie: Gabriele Rech

- Unverhofftes Wiedersehen, (2014/15), Oper in drei Teilen nach der gleichnamigen Kalendergeschichte von Johann Peter Hebel (1760–1826), Textbuch: Alois Bröder, Uraufführung im Mainfranken Theater Würzburg (24. Juni 2017), Regie: Markus Weckesser
- IL VIAGGIO (2020/22) zwei Opern-Einakter (I. Das Licht vom anderen Haus, II. Die Reise) nach Novellen von Luigi Pirandello (1867–1936), Textbuch: Alois Bröder, Uraufführung im Landestheater Linz (19. Oktober 2024), Regie: Gregor Horres

### Orchestermusik
- Îsôt als blansche mains (1989/90) für großes Orchester (ad lib. mit Frauenchor)
- Left Silence (1996/97) für Mezzosopran und großes Orchester, nach Texten von Richard Exner
- Sept Variations (1998/99) für Orchester
- Sredi Polnoči/Mitten um Mitternacht (2000/01) für großes Orchester, Sopran, Mezzosopran und Männerchor, Text: Srečko Kosovel
- Lachen. Weinen. Blühen. Vergehen. (2003) Musik für Mezzosopran und großes Orchester nach Texten von Rainer Maria Rilke
- Vingt Moments (2003) für Orchester
- 1. Symphonie (2005/06) für großes Orchester
- 18 Signale (2008) für Orchester
- 20 Signale (2010) für Orchester
- Sept Nouvelles Variations (2012) für Orchester
- ADAGIO (2013/14) für Orchester
- Sechs Nachtstücke (2021) für Kammerorchester
- NUVOLE (2022/23) Konzert für Oboe und Kammerorchester

### Musik für Ensemble
- Sextett. Verkapselt. Traum. (1988) für zwei Violoncelli, zwei Klaviere und zwei Schlagzeuger, mit einem Text von Helga Askani
- Schlafmaus. Metall. 7. (1991) Musik für sieben Schlagzeuger
- 6 MÄRZ-Gedichte (1995) von Heinar Kipphardt, für Gesang und Ensemble
- Färbungen, Störungen (1996) für zwei Klarinetten, zwei Fagotte und zwei Hörner
- 6 neue MÄRZ-Gedichte (1997) von Heinar Kipphardt, für Gesang und Ensemble
- Metamorphosen (…zu Robert Schumanns „Liederkreis op.39“) (2004) für Gesang und Ensemble

### Kammermusik
- sätze (1986) für Streichquartett
- Subimago (1987) für Viola und Klavier
- Eros(ion) (1988) sechs Stücke für kleine Trommel und Tenortrommel (zwei Spieler)
- R (1990) für Flöte, Klarinette und Klavier
- Blumen legen (1992/93) für Bläserquintett
- Her-z-eigen (1995) für Violine, Horn und Klavier, in memoriam Johannes Brahms
- Drei neue Spiele (1999) für Altsaxophon, Violoncello und Klavier
- Tema (2001) für Altflöte, Violine, Schlagzeug und Klavier
- Imitations (2004) Trio für Tenor-, Bass- und Großbassblockflöte
- Singen.Schwingen. (2004) Trio für Klarinette, Altsaxophon und Klavier
- Anläufe (2007) für Altflöte, Englisch Horn und Bassklarinette
- A la polacca (2011) für Altsaxophon, Vibraphon, Violoncello und Kontrabass
- Feuer: Brandstellen (2011/12) ein Liederbuch mit 10 mal 10 Liedern für 2 Baritone mit 10 Schlaginstrumenten und 2 Pianisten mit einem Klavier, Text: Sabine Bergk
- Späte Sonnen (2012) 3 Lieder für Sopran und Klavier, Text: Sabine Bergk
- Chant funèbre (2014) für Klavier solo
- 13 Todesanzeigen (2014) für Countertenor und Altsaxophon
- Drei Bilder (2015) für Mandoline und Vibraphon
- 13 Kontaktanzeigen (2015) für Sopran, Mandoline und Gitarre
- Trois Scènes (2015/16) für Kunstharmonium und Klavier
- Rapsodia (2016) für Violine und Harfe
- neue sätze (2016/17) für Streichquartett
- Rencontres (2017) für Violine, Altsaxophon und Klavier
- Vocalise (2018) für Sopran, Mandoline und Klavier
- 5 Heine-Lieder (2019) für Sopran und Klavier

### Musik für Gitarre
- Erdferne (1987/88) für Gitarre solo
- Kern.Spalte. (1991/92) für Altblockflöte und Gitarre
- Sprünge (1992) für Violoncello und Gitarre
- …keine Fährte zurückbleibt (1994) für zwei Gitarren, mit einem Text von Sami no Mansei
- 14 Haiku (1994) für Gesang und Gitarre
- Abbozzi (1995) für Gitarre und Klavier
- Drei Spiele (1996) für Baritonsaxophon, Gitarre, Violoncello und Klavier
- Circulations (2003) für Flöte, Viola und Gitarre
- 14 neue Haiku (2005) für Gesang und Gitarre
- Rondes (2007) für Gitarre und Harfe
- 33 Gesten (2010) für Gitarre und Harfe
- Strahlen. Licht. (2011) für Gitarre solo
- ...volante... (2015) für zwei Gitarren
- Nachträume (2015) für Gitarre solo
- Sentieri (2019) für drei Gitarren
- Ave Maria (2020) für Sopran und Gitarre

### Elektronische Musik
- Pizzflaggliss (1995) für Violoncello und Zuspielband
- Im Irrenhaus (1996/98) für Tonband, nach einem Text von Heinar Kipphardt
- Traumgefieder (1999/2000) für Tonband, mit einem Text von Friedrich Rückert
- La Donna (2005) Hörstück in sieben Teilen nach einem Satz von Francesco Maria Piave
- Der geweckte Tiger (2010) für Tenorblockflöte, Kontrabaß und Zuspielband, mit neun anonymen Drohanrufen und einem Text von Adalbert Stifter
- Das schöne Gegengewicht der Welt (2013) eine Hörfahrt durch Venedig mit Texten von Rainer Maria Rilke

### Musik für Kinder und Jugendliche
- Schattenlicht (1992) sechs „viel zu schwere“ Stücke für einen jungen Pianisten
- …keine Stille… (1998) für vier Gitarrenorchester und Zuspielband
- Fünf Haiku (1998) für einen jungen Chor mit einem Klarinettisten
- Fünf Verse (2002) für Gitarre solo
- Jouer ↔ Parler ↔ Ecouter (2003) 13 sehr leichte Trios für junge Gitarristen
- Fische haben nie kein Knie (2007/08) Erstes Musizieren auf der Gitarre in Gruppen oder Klassen mit Texten von Joachim Ringelnatz; Gemeinschaftsarbeit mit Martin Schumacher
- Connexions (2009) für vier Trompeten in B, vier Posaunen und einen Schlagzeuger (3 Tomtoms, 1 Tamtam)
- Cycles (2009/10) für Gitarren-, Streicher- und Holzbläserensembles mit 1 Tamtam
- Wie der Elefant seinen Rüssel bekam (2011), eine musikalische Geschichte von Alois Bröder nach einer Erzählung von Rudyard Kipling für Sprecherin oder Sprecher und kleines Orchester
- Fünf neue Verse (2012) für Gitarre solo

### Orgelmusik
- Triptychon (2008) für Orgel